# Vlatko Ilievski
Vlatko Ilievski —en macedonio: Влатко Илиевски— (Skopie, 2 de julio de 1985-ib., 6 de julio de 2018) fue un actor y cantante macedonio representante de su país en Eurovisión 2011 en Düsseldorf y anteriormente participante en la selección de la canción macedonia de Eurovisión 2010 y vocalista de Martin Vučić en Eurovisión 2005. También integró la banda de rock Morality.

## Biografía
Con 12 años, comenzó a tocar la guitarra y ser vocalista de bandas de Skopie. En 2000, tocó con en festival de rock de Macedonia donde obtuvo dos premios. Estudió actuación en la Facultad de arte dramático de Skopie.
Fue encontrado muerto en un coche en su ciudad natal el 6 de julio de 2018, poco después de cumplir 33 años.

## Álbumes en solitario
- Со други зборови  ("En otras palabras")
- Најбогат на свет  ("El más rico del mundo")